# ابدال‌آباد (کوهرنگ)
ابدال‌آباد (کوهرنگ) روستایی در دهستان دشت زرین بخش مرکزی شهرستان کوهرنگ در استان چهارمحال و بختیاری است.

## جمعیت
بر پایه سرشماری عمومی نفوس و مسکن در سال ۱۳۹۵ جمعیت این روستا ۲۶نفر (در ۱۴خانوار) بوده‌است.